# Petra Hildebrandt
Petra Hildebrandt (* 14. September 1972 in Berlin) ist eine ehemalige Berliner Politikerin (SPD). Sie war von 2001 bis 2011 Mitglied des Berliner Abgeordnetenhauses.

## Leben und Studium
Petra Hildebrandt wuchs in Berlin auf. 1992 legte sie ihr Abitur am Albert-Einstein-Gymnasium ab. 2001 ergänzte sie ihre Ausbildung durch den Abschluss als Immobilienökonomin (ADI). Sie hat zwei Söhne.

## Beruf
Petra Hildebrandt ist seit 1998 bei der Wohnbauten- und Beteiligungsgesellschaft mbH tätig, einer Tochtergesellschaft der städtischen Wohnungsbaugesellschaft STADT UND LAND Wohnbauten-Gesellschaft mbH und ist dort Geschäftsführerin. Sie ist Mitglied im Landesvorstand des Bundesverbandes freier Immobilien- und Wohnungsunternehmen (BFW) Landesverband Berlin/Brandenburg e. V.

## Partei
Hildebrandt trat 1988 in die SPD ein. Von 1995 bis 2001 war sie Bezirksverordnete im Bezirk Neukölln. Im Abgeordnetenhaus arbeitete sie in den Ausschüssen „Stadtentwicklung und Verkehr“, „Wirtschaft und Betriebe“, sowie „Verwaltungsreform, Kommunikations- und Informationstechnik“.

## Wahlen
Seit dem 1. April 2001 war Petra Hildebrandt – als Nachrückerin für Hermann Borghorst – Mitglied des Abgeordnetenhauses von Berlin. 2006 wurde sie im Wahlkreis Neukölln 3 mit 40,5 % der Erststimmen gewählt. Sie gehörte dem Parlament bis 2011 an.